# Yellow Hearts
Yellow Hearts  è un singolo del cantante statunitense Ant Saunders, pubblicato il 18 giugno 2019 come primo estratto dal primo EP Bubble.

## Tracce
Testi e musiche di Anthony Saunders.
Download digitale
1. Yellow Hearts – 3:43

Download digitale – Audrey Mika Remix
1. Yellow Hearts (feat. Audrey Mika) – 3:00

## Classifiche
| Classifica (2019-20) | Posizione massima |
| -------------------- | ----------------- |
| Australia            | 37                |
| Belgio (Fiandre)     | 76                |
| Canada               | 53                |
| Grecia               | 51                |
| Irlanda              | 43                |
| Lettonia             | 37                |
| Lituania             | 34                |
| Nuova Zelanda        | 27                |
| Portogallo           | 145               |
| Regno Unito          | 64                |
| Singapore            | 30                |
| Stati Uniti          | 81                |